# Disco Pigs
Pour plus de détails, voir Fiche technique et Distribution.
Disco Pigs est un film irlandais réalisé par Kirsten Sheridan et sorti en 2001.
Le film est une adaptation d'une pièce de Enda Walsh.

## Synopsis
Deux enfants nés le même jour dans le même hôpital sont complices et inséparables. Mais à l'approche de leur 17e anniversaire, tout va basculer.

## Fiche technique
- Réalisation : Kirsten Sheridan
- Scénario : Enda Walsh d'après sa propre pièce de 1996 Disco Pigs
- Lieu de tournage : Cork, Irlande
- Musique : Gavin Friday, Maurice Seezer
- Montage : Ben Yeates
- Durée : 93 minutes
- Date de sortie : 12 octobre 2001

## Distribution
- Elaine Cassidy : Runt
- Cillian Murphy : Pig
- Brían F. O'Byrne : Gerry
- Eleanor Methven
- Geraldine O'Rawe

## Nominations et récompenses
- Nommé aux British Independent Film Awards 2002
- Nommé lors du Chicago International Film Festival 2001
- Meilleure actrice pour Elaine Cassidy lors de l'Irish Film and Television Awards 2003
  - Cillian Murphy nommé pour le meilleur acteur
  - Kirsten Sheridan nommée meilleure réalisatrice